# Puxico (Misuri)
Puxico es una ciudad ubicada en el condado de Stoddard en el estado estadounidense de Misuri. En el Censo de 2010 tenía una población de 881 habitantes y una densidad poblacional de 504,68 personas por km².

## Geografía
Puxico se encuentra ubicada en las coordenadas 36°57′2″N 90°9′31″O / 36.95056, -90.15861. Según la Oficina del Censo de los Estados Unidos, Puxico tiene una superficie total de 1.75 km², de la cual 1.72 km² corresponden a tierra firme y (1.19%) 0.02 km² es agua.

## Demografía
Según el censo de 2010, había 881 personas residiendo en Puxico. La densidad de población era de 504,68 hab./km². De los 881 habitantes, Puxico estaba compuesto por el 97.05% blancos, el 0.11% eran afroamericanos, el 1.14% eran amerindios, el 0.11% eran asiáticos, el 0.11% eran isleños del Pacífico, el 0% eran de otras razas y el 1.48% pertenecían a dos o más razas. Del total de la población el 1.48% eran hispanos o latinos de cualquier raza.